# Albin Lagerqvist
Gustaf Albin Lagerqvist, född 23 augusti 1915 i Oscars församling, död 31 augusti 1991 i Oscars församling, var en svensk fysiker.
Albin Lagerqvist disputerade 1948 vid Stockholms högskola och var professor i fysik vid Stockholms universitet. Lagerqvist var verksam inom området molekylspektroskopi och vid flytten från Stockholms högskola i centrala Stockholm till fysikinstitutionen vid Vanadisvägen i Stockholm byggde han upp ett stort laboratorium med flera högupplösande spektrografer. Hans specialintresse var rotationsupplösta molekylspektra där han studerade störningar i linjerika spektra i allmänhet på tvåatomiga molekyler. Han samarbetade under många år med Nobelpristagaren Gerhard Herzberg i Ottawa, Kanada, och tillbringade långa perioder vid Herzbergs institut i Ottawa. Han blev 1980 ledamot av Vetenskapsakademien.